# Monika Malicka
Monika Malicka (ur. 15 marca 1993) – polska siatkarka grająca na pozycji środkowej. Obecnie występuje w drużynie KPSK Stal Mielec.

## Kariera
- KPSK Stal Mielec (2010–nadal)